# Haddien
Haddien ist ein  Ort in der Gemeinde Wangerland in Niedersachsen. Er liegt zwischen Waddewarden und Hooksiel an der L 812 auf dem Gebiet der Gemarkung Waddewarden. Der Ort hatte rund 40 Einwohner zum Zensus-Stichtag 15. Mai 2022.

## Geschichte
Bekannt geworden ist der Ort durch archäologische Funde, den sogenannten Depotfund von Haddien, ein aus vier goldenen Ohrringen bestehendes Schmuckensemble aus dem 11. Jahrhundert, das im Archäologischen Museum Hamburg (Helms-Museum) ausgestellt wird. Der Fund lässt darauf schließen, dass in Haddien schon damals einer gesellschaftlichen Elite angehörige Personen ansässig waren. Aber erst im Spätmittelalter erscheint die Siedlung auch als Sitz eines Geschlechts ostfriesischer Häuptlinge.
Deren Burg lag nach ihrer Familienüberlieferung auf der Hohen Werff in der Dorfmitte. Erstmals wurde sie 1453 im Testament des Tiadmer zu Rickelhausen erwähnt. Darin weist er eine Klage des Boye von Haddien zurück, dass er dessen Steinhaus verbrannt habe, und bezichtigt im Gegenzug Edo Wiemken den Älteren, dies getan zu haben. Die Urkunde gibt kein genaues Datum für dieses Ereignis an, vermutlich geschah dies am Ende des 14. Jahrhunderts. Im 16. Jahrhundert wurde der Sitz der Herren von Haddien nach Canarienhausen verlegt. Auf Karten des 16. Jahrhunderts ist der Platz noch als Burg eingezeichnet. 1592 wird die Burg aber als Ruine bezeichnet, „in der Hexen sich zum Tanz treffen“. 1678 war das Burghaus schon gänzlich abgegangen. Um 1800 waren noch Wall und Graben zu sehen.
Haddien ist auf einer Warft erbaut worden. Die älteren erhaltenen Häuser des Ortes sind etwa 150 bis 200 Jahre alt. Es stehen 16 Häuser in Haddien.